# Latud
Latud es un barrio rural del municipio filipino de primera categoría de Rizal perteneciente a la provincia  de Paragua en Mimaro,  Región IV-B. En 2007 Latud contaba con 1.278 residentes.

## Geografía
El municipio de Rizal se encuentra situado en el extremo sur de la parte continental de la isla de Paragua en su costa occidental al mar de la China Meridional. Linda al norte con el municipio de Alfonso XIII (Quezón), al sur con el de Marangas (Bataraza) y al este con el de Punta de Brook  (Brooke's Point). Este barrio, continetal se sitúa al sur del municipio, en la costa oeste de la isla.
Linda al norte con el barrio de Taburi, separado por la bahía de Tagbita, al sur de punta Pinos, (Cliff Point); al sur con el barrio de Canipán (Canipaan), separado por la bahía de Tagugsom; al este con los barrios situados en la costa este y pertenecientes al municipio de Bataraza:  Taratak, Río Tuba y  Ocayán. y al oeste con la costa del mar de la China Meridional entre los cabos de Muslog, al sur, y Providencia, al norte, donde se encuentran las bahías de Dignoson, punta Providencia (Latud Point) y las islas de Paga Paga en la bahías de Tagbita y de Dignoson, más al sur.

### Demografía
El barrio de Latud contaba en mayo de 2010 con una población de 1.188 habitantes. Población de 2.156 habitantes (agosto de 2015). Comprende los sitios de Latud, en la bahía del mismo nombre, y de Sarimog.

## Historia
En 1858, la provincia de Calamianes fue dividida en dos provincias: Castilla, al norte, con Taytay como capital; Asturias,  en el sur,  con Puerto Princesa como capital y los municipios de Aborlan, Narra, Quezón, Sofronio Española, Punta de Broke, Rizal y Bataraza; y la pequeña isla de Balábac, 
Lugar era conocido como Tarumpitao en el municipio de  Quezón.
El municipio de Quezon fue creado en 1951 con de los barrios de Berong y Alfonso XIII de Aborlán;  de Iraán, Conduaga (Candawaga) y Canipán (Canipaan) del de punta de Brook.
En 1957, los Sitios de Campong Ulay, Ransang, Conduaga (Candawaga), Culasián, Panalingaán,  Taburi,  Latud y de  Canipán (Canipaan)  se convirtieron en barrios.
El 14 de abril de 1983 se crea este municipio con el nombre de Marcos.
En 1987 cambia su nombre por el de Rizal en honor de José Rizal.